# Lavabo de Einstein

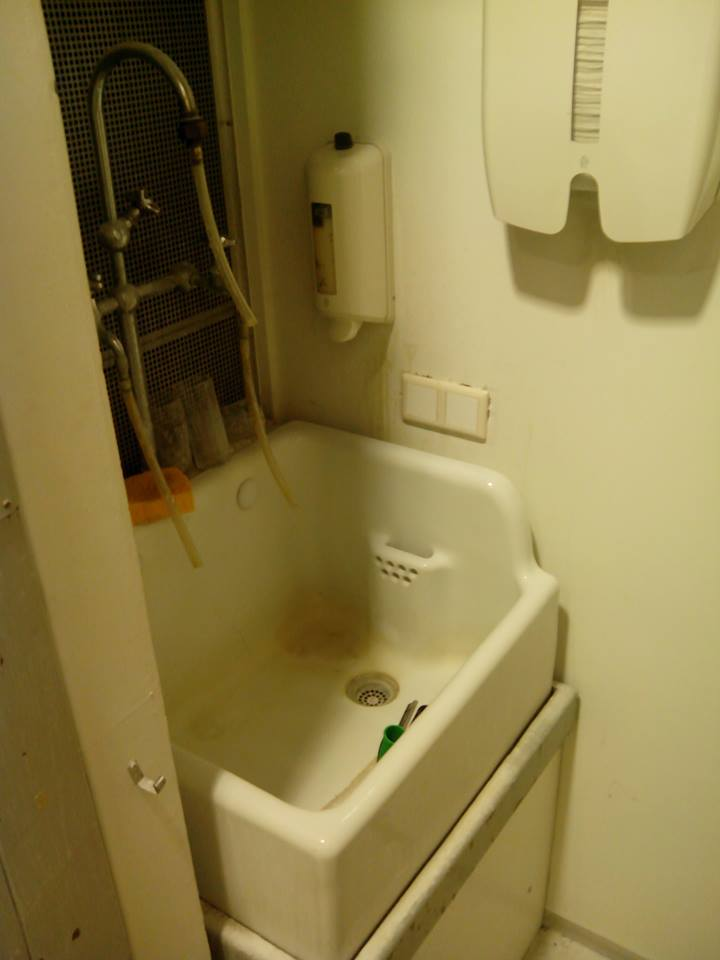
Una imagen del Lavabo de Einstein

El lavabo de Einstein es un antiguo lavabo que se ha mantenido y utilizado ininterrumpidamente durante años en la Facultad de Física de la Universidad de Leiden en Holanda. Este lavabo estuvo junto a la gran sala de lectura del Laboratorio Kamerlingh Onnes desde 1920 hasta 1997, siendo trasladado a la De Sitterzaal de la J.H. Oortbuilding en el parque Leiden de bio-ciencia.
En ambos casos, el lavabo estaba situado junto a grandes aulas de los respectivos edificios, por lo que ha sido usado por muchos físicos famosos durante y después de sus conferencias. Una breve lista de los más famosos usuarios incluye a Paul Ehrenfest, Heike Kamerlingh Onnes, Hendrik Antoon Lorentz y Albert Einstein.
En 2015 el lavabo apareció varias veces en medios de información locales porque corría el riesgo de desaparecer durante el inminente traslado de la Facultad de Física. Después de una petición con 197 firmas y movimientos en los medios sociales, se anunció que el lavabo iba a ser declarado como un "elemento especial" el 25 de abril de 2015 por la junta de la Facultad, que adquirió el compromiso de trasladarlo al nuevo edificio para que pueda seguir siendo utilizado por los físicos en el futuro.